# Уцвіль
Уцвіль (нім. Uzwil) — місто  в Швейцарії в кантоні Санкт-Галлен, виборчий округ Віль.

## Географія
Місто розташоване на відстані близько 140 км на північний схід від Берна, 19 км на захід від Санкт-Галлена.
Уцвіль має площу 14,5 км², з яких на 28,9% дозволяється будівництво (житлове та будівництво доріг), 51,3% використовуються в сільськогосподарських цілях, 17,5% зайнято лісами, 2,3% не є продуктивними (річки, льодовики або гори).

## Демографія
2019 року в місті мешкало 13 129 осіб (+3,7% порівняно з 2010 роком), іноземців було 28,2%. Густота населення становила 906 осіб/км².
За віковим діапазоном населення розподілялося таким чином: 21,6% — особи молодші 20 років, 60,8% — особи у віці 20—64 років, 17,5% — особи у віці 65 років та старші. Було 5428 помешкань (у середньому 2,4 особи в помешканні).
Із загальної кількості 6995 працюючих 89 було зайнятих в первинному секторі, 3665 — в обробній промисловості, 3241 — в галузі послуг.